# 超積
數學上，超積（英語：ultraproduct）是常見於抽象代數和數理邏輯（尤其模型論和集合論）的構造。超積是一族無窮多個结构之直積的商結構，不過要求該族結構具有相同的表徵。超冪（英語：ultrapower）則是超積中各因子為同一個結構的特殊情況。
舉例，給定一個域，可以用超冪構造出新的域。超實數域便是實數域的超冪之一。
超積有一些出奇的應用。用超積，可以寫出紧致性定理與完備性定理的優雅證明。開斯勒的超冪定理，從代數角度刻劃了「初等等價」此種語義概念。亞伯拉罕·魯濱遜和埃利亞斯·扎孔（Elias Zakon）用超結構及其單同態的表示來構造分析的非標準模型，使非标准分析理論得以發展。魯濱遜正是用緊致性定理開拓此分支。

## 定義
超積的一般定義中，先選定指標集{\displaystyle I}、對應每個下標{\displaystyle i\in I}的结构{\displaystyle {\mathcal {M}}_{i}}（具相同的表徵），以及{\displaystyle I}上的超濾子{\displaystyle {\mathcal {U}}}。通常僅考慮{\displaystyle I}為無窮集，且{\displaystyle {\mathcal {U}}}不為主超濾子的情況，即{\displaystyle {\mathcal {U}}}的元素有齊{\displaystyle I}的全部餘有限子集，但無任何有限子集。原因是，在主超濾子的情況下，所得的超積只會與其中一個因子同構，並無新的性質。
笛卡儿积
{\displaystyle \prod _{i\in I}{\mathcal {M}}_{i}}
上的代數運算，是逐點計。例如，對於二元運算{\displaystyle +}，{\displaystyle ({\boldsymbol {a}}+{\boldsymbol {b}})_{i}=a_{i}+b_{i}}。然後，在笛氏積上，定義等价关系{\displaystyle \sim }，使{\displaystyle {\boldsymbol {a}}\sim {\boldsymbol {b}}}當且僅當
{\displaystyle \left\{i\in I:a_{i}=b_{i}\right\}\in {\mathcal {U}}}
（應當理解為「{\displaystyle {\boldsymbol {a}}}與{\displaystyle {\boldsymbol {b}}}在大多數位置相等」）。
最後，所得的超積，是模{\displaystyle \sim }的商集。所以，該超積有時記為
{\displaystyle \prod _{i\in I}{\mathcal {M}}_{i}/{\mathcal {U}}.}
另一種看法是，在指標集{\displaystyle I}上，定義一個有限可加的测度{\displaystyle m}（弱於一般可數可加的條件），僅取{\displaystyle 0,1}二值，若{\displaystyle A\in {\mathcal {U}}}則稱{\displaystyle m(A)=1}，否則稱{\displaystyle m(A)=0}。然後在笛氏積中，兩個元素若在幾乎每個下標處皆相等，則視為等同。超積是如此生成的等價類的集合。
其他關係同理可作引申：
{\displaystyle R([{\boldsymbol {a}}^{1}],\ldots ,[{\boldsymbol {a}}^{n}])\iff \left\{i\in I:R^{{\mathcal {M}}_{i}}(a_{i}^{1},\ldots ,a_{i}^{n})\right\}\in {\mathcal {U}},}
其中{\displaystyle [{\boldsymbol {a}}]}表示{\displaystyle {\boldsymbol {a}}}模{\displaystyle \sim }所屬的等價類。
特別地，若每個{\displaystyle {\mathcal {M}}_{i}}皆為有序域，則所得的超積亦然。
所謂超冪，意思是所有因子{\displaystyle {\mathcal {M}}_{i}}皆相等的超積：
{\displaystyle {\mathcal {M}}^{I}/{\mathcal {U}}=\prod _{i\in I}{\mathcal {M}}/{\mathcal {U}}.\,}
也可以推廣到{\displaystyle {\mathcal {U}}}不為超濾子，而僅為{\displaystyle I}上普通一個滤子的情況。此時所得的模型{\displaystyle \prod _{i\in I}{\mathcal {M}}_{i}/{\mathcal {U}}}稱為約化積（英語：reduced product）。

## 例子
超實數系是可數無窮多個（以自然數集編號）實數系的超積，其中所選的超濾子含有全部餘有限集。超實數系的大小次序擴展了實數之間的大小次序。例如，{\displaystyle \omega _{n}=n}的序列{\displaystyle (\omega _{n})}所在的等價類，記為超實數{\displaystyle \omega }，比任意實數都要大，因為對於任意實數{\displaystyle r}，{\displaystyle (\omega _{n})}除有限項外皆比{\displaystyle r}大。於是，{\displaystyle \omega }可以理解成無窮大數。
類似地，可以定義非標準整數系、非標準複數系等，為相應標準結構的超積。
又考慮以下例子，以便理解超積中關係的定義。設超實數{\displaystyle \psi }為序列{\displaystyle \psi _{n}=2n}所在的等價類。由於對每個{\displaystyle n}都有{\displaystyle \psi _{n}>n=\omega _{n}}，在超積中，有{\displaystyle \psi >\omega }，所以{\displaystyle \psi }是較原先構造出的{\displaystyle \omega }更大的無窮大數。又考慮與{\displaystyle \omega _{n}=n}類似的序列{\displaystyle (\chi _{n})}，令{\displaystyle n\neq 7}時，{\displaystyle \chi _{n}=n}，但{\displaystyle \chi _{7}=8}。則雖然兩個序列{\displaystyle (\chi _{n})\neq (\omega _{n})}，但兩者僅在有限個下標處不相等，故兩者相等的下標集合是超濾子的元素（因為是餘有限集），從而作為等價類，有{\displaystyle \omega =\chi }。
大基数論中，有個標準構造是小心選取超濾子{\displaystyle {\mathcal {U}}}，然後取整個集合論全類關於{\displaystyle {\mathcal {U}}}的超積。此時，{\displaystyle {\mathcal {U}}}的性質，對於所得超積的（高階）性質影響很大。例如，若{\displaystyle {\mathcal {U}}}可數完備，則相應的超積仍是良基的。該範例在可測基數 § 定義有提及。

## 沃希定理
沃希定理（英語：Łoś's theorem），又稱超積基本定理，由耶日·沃希所證（波蘭語發音：[ˈjɛʐɨ ˈwɔɕ]）。定理斷言，任何一條一階邏輯式在超積{\displaystyle \prod {\mathcal {M}}_{i}/{\mathcal {U}}}中為真，當且僅當使該公式在{\displaystyle {\mathcal {M}}_{i}}中成立的指標{\displaystyle i}的集合，是{\displaystyle {\mathcal {U}}}的元素。後一個條件，可以直觀理解為「大多數」{\displaystyle {\mathcal {M}}_{i}}皆認為該公式為真。嚴謹敍述如下：

設有表徵{\displaystyle \sigma }，指標集{\displaystyle I}，其上的超濾子{\displaystyle {\mathcal {U}}}，且對每個{\displaystyle i\in I}，有{\displaystyle \sigma }結構{\displaystyle {\mathcal {M}}_{i}}。又設{\displaystyle {\mathcal {M}}}為{\displaystyle {\mathcal {M}}_{i}}關於{\displaystyle {\mathcal {U}}}之超積，即{\displaystyle {\mathcal {M}}=\prod _{i\in I}{\mathcal {M}}_{i}/{\mathcal {U}}}。則對任意{\displaystyle n}個多元組{\displaystyle a^{1},\ldots ,a^{n}\in \prod {\mathcal {M}}_{i}}，其中{\displaystyle a^{k}=(a_{i}^{k})_{i\in I}}，以及對任意{\displaystyle \sigma }公式{\displaystyle \varphi }，
{\displaystyle {\mathcal {M}}\models \varphi (a^{1},\ldots ,a^{n})\iff \left\{i\in I:{\mathcal {M}}_{i}\models \varphi (a_{i}^{1},\ldots ,a_{i}^{n})\right\}\in {\mathcal {U}}.}

定理對公式{\displaystyle \varphi }的複雜度歸納得證。{\displaystyle {\mathcal {U}}}為超濾子（而不僅是濾子）的性質，在加入否定的一步用到。而在加存在量詞的一步，要用到选择公理。應用定理可得超實域的轉移原理。

### 實例
設{\displaystyle R}為結構{\displaystyle {\mathcal {M}}}上的一元關係，並構造{\displaystyle {\mathcal {M}}}的超冪。則集合{\displaystyle S=\{x\in {\mathcal {M}}:{\mathcal {M}}\models Rx\}}在超冪中有對應的子集{\displaystyle {}^{*}S}，而在{\displaystyle {\mathcal {M}}}中，對{\displaystyle S}量化且為真的一階公式，將{\displaystyle S}換成{\displaystyle {}^{*}S}後，仍在超冪中成立。例如，設{\displaystyle {\mathcal {M}}=\mathbb {R} }為實數集。設{\displaystyle Rx}表示「{\displaystyle x}為有理數」。則在{\displaystyle {\mathcal {M}}}中，對每對有理數{\displaystyle x<y}，總有無理數{\displaystyle z}介於兩者之間。即：
{\displaystyle {\mathcal {M}}\models (\forall x)(\forall y)(Rx\wedge Ry\wedge (x<y)\implies (\exists z)(\neg Rz\wedge x<z<y)).}
既然有理數集{\displaystyle S}此一性質可以寫成一階命題，沃希定理推出，超有理數集{\displaystyle {}^{*}S}仍有同一性質，即任意兩個超有理數之間，有一個不為超有理數的超實數（「超無理數」）。更一般地，超有理數集與有理數集具有完全一樣的一階性質。
然而，考慮實數的阿基米德性質，即不存在實數{\displaystyle x}同時滿足{\displaystyle x>1,\ x>1+1,\ x>1+1+1,\ \ldots }此列無窮多條不等式。阿基米德性質無法用一階邏輯表示，所以，沃希定理不適用於此性質，不能推導出超實數滿足阿基米德性質。正好相反，超實數不滿足阿基米德性質，例如前一節構造的超實數{\displaystyle \omega }，就比{\displaystyle 1,\ 1+1,\ 1+1+1,\ \ldots }都要大。

## 超冪的正極限（超極限）
模型論和集合論中，常考慮一列超冪的正極限（範疇論的餘極限）。模型论中，此構造稱為超極限（英語：ultralimit）或極限超冪（英語：limiting ultrapower）。
從某結構{\displaystyle {\mathcal {A}}_{0}}和超濾子{\displaystyle {\mathcal {U}}_{0}}開始，構造出超冪{\displaystyle {\mathcal {A}}_{1}}，並重複，得到{\displaystyle {\mathcal {A}}_{2}}等。對每個{\displaystyle n}，有典範對角嵌入{\displaystyle {\mathcal {A}}_{n}\hookrightarrow {\mathcal {A}}_{n+1}}。在極限階段，如{\displaystyle {\mathcal {A}}_{\omega }}，取此前所有結構的正極限，如此便可取超限多次超冪。